# Origin OS
Origin OS（原系统）是由vivo开发的一种基于Android的手机系统UI，于2020年11月18日在深圳发布。该系统UI有具原子组件、行为壁纸等一些特色功能。

## 设计

Origin OS 的旧徽标

Origin OS是Funtouch OS的继任，其设计风格更加扁平化形象化，同时也为喜欢原Funtouch OS的用户提供了“平行空间”的设计，用户可以在传统界面与新界面间进行转换。同时，Origin OS支持将应用图标自定义大小、长度等，官方称其为华容道设计（Klotski Grid system）。
Origin OS亦有“原子组件”、“行为壁纸”等特色功能。前者可以被视作安卓与iOS的桌面小部件的升级款，而后者与步行步数挂钩，通过步行步数的多少控制桌面动态壁纸的变化。

## 适配
Origin OS 1.0基于Android 11操作系统，首批在vivo X60系列上搭载，后期逐步开放其他vivo手机适配。
Origin OS Ocean (2.0)基于Android 12操作系统，这版本并没有沿用传统数字迭代的方式，而是使用了Ocean作为新版本名称。
Origin OS 3 (3.0)基于Android 13操作系统。
Origin OS 4 (4.0)基于Android 14操作系统，新增了“蓝心小V”全局智能辅助功能。根据官网所说，蓝心小V基于AI技术开发，可以给用户带来更多好用的系统智能体验。Origin OS 4也进一步优化响应时间，ui设计，加入vivo Sans字体等。
Origin OS 5 (5.0)基于Android 15操作系统。

## 外部連結
- （简体中文）Origin OS  （页面存档备份，存于）